# Harry Potter i Princ miješane krvi
Harry Potter i Princ miješane krvi (eng. Harry Potter and the Half-Blood Prince) šesti je roman iz serije o Harryju Potteru. Pušten je u prodaju 16. srpnja 2005. godine. Radnja se odvija tijekom Harryjeve šeste godine školovanja u Hogwartsu. 
U prva 24 sata samo je u SAD-u prodano 6,9 milijuna primjeraka knjige (287 564 knjiga po satu) i tako je HP6 postao najbrže prodavana knjiga u povijesti. Kasnije je taj rekord oborila sedma knjiga – Harry Potter i Darovi smrti.

## Radnja

### Prije početka školske godine
Samo dva tjedna nakon što je završila radnja Harryja Pottera i Reda Feniksa, u ljeto 1996. Voldemort i njegove pristalice počeli su otvoreno djelovati i tako su uzrokovali opći kaos i paranoju u Britaniji, a na svoju su stranu uspjeli pridobiti čak i dementore. Zbog zahtjeva čarobnjačke javnosti s mjesta ministra magije smijenjen je Cornelius Fudge, a zamijenio ga je Rufus Scrimgeour.
Iste večeri kada započinje priča, Severus Snape položio je Neprekršivu zakletvu za majku Draca Malfoya, Narcissu, a svjedokinja je bila Bellatrix Lestrange. Snape se zakleo da će štititi Draca i pomoći mu da ostvari svoj zadatak, iako se u tom trenutku još uvijek ne znaju Dracove prave namjere.

### U Hogwartsu
Zbog povećane aktivnosti smrtonoša u Hogwartsu su pojačane sigurnosne mjere. Snape je dobio dugo željeni posao profesora Obrane od mračnih sila, a na njegovu ga je starom radnom mjestu zamijenio Horace Slughorn.
Harry i Ron nastavili su slušati Čarobne napitke za O.Č.I. zato što je Slughorn od učenika tražio samo ocjenu »I« iz ČAS-ova. Obojica su bila nepripremljena pa su se na početku školske godine koristili knjigama i sastojcima u vlasništvu škole. Tijekom prvog predavanja Slughorn je Harryju dao stari udžbenik koji je bio u vlasništvu »Princa miješane krvi«. Knjiga je bila puna rukom pisanih bilješki zbog kojih je Harry na Čarobnim napicima bio bolji čak i od Hermione. Zbog svojih je odlično spravljenih napitaka dobio i bočicu Felix Felicisa, napitka koji onome tko ga ispije donosi neizmjernu sreću u određenom (manjem) vremenskom razdoblju.
Zbog promjena u ponašanju Harry sumnja da je Malfoy postao smrtonoša. Svoje sumnje povjerava Dumbledoreu, ali čini se da on uopće ne obraća pažnju na to. Kasnije otkrivamo da je Dumbledore povjerio Snapeu istragu o svemu tome.
Baš kad se činilo da će Ron i Hermiona prohodati, Ron je počeo izlaziti i bez srama ljubiti se s Lavender Brown, ali to je učinio zato što je saznao da se Hermiona ljubila s Viktorom Krumom. Zatim se Hermiona pokušala osvetiti Ronu tako što je na Slughornovu božićnu zabavu došla s Cormacom McLaggenom, ali je brzo požalila i provela je ostatak večeri skrivajući se od njega. Ron i Hermione svađali su se u velikom dijelu knjige, ali kad je Ron slučajno otrovan, odlučili su prekinuti svoju svađu.
U međuvremenu, Harry se ponovno našao u centru pažnje, a najviše su ga opsjedale djevojke. Nakon jedne metlobojske utakmice (koju je Harry propustio zato što je morao odraditi kaznu kod Snapea) Harry i Ginny su prohodali.

### Horkruksi
Dumbledore je počeo Harryju davati instrukcije, ili su barem neki tako mislili. Zapravo je ravnatelj Harryju pokazivao sjećanja na Voldemorta iz prošlosti. Kad je vidio posljednje sjećanje koje je pripadalo Slughornu i koje je Harry uspio iz njega izvući uz pomoć Felix Felicisa, Dumbledore je počeo teoretizirati o tome da je Voldemort podijelio svoju dušu na sedam dijelova, a da je šest dijelova pohranio u horkrukse kako bi došao što bliže besmrtnosti, a sedmi je dio ostavio u svojem tijelu. Iako su dva horkruksa već bila uništena (dnevnik Toma Riddlea[HP2] i prsten Marvola Gaunta), Dumbledore je vjerovao da postoje još četiri horkruksa koja moraju biti uništena. Harry i on zaputili su se u potragu za jednim od njih (medaljonom Salazara Slytherina) i uspjeli su ga uzeti, ali je zbog toga Dumbledore bio jako oslabljen.

### Bitka u Hogwartsu
Dvojac je pri povratku ugledao Tamni znamen iznad Hogwartsa. Kad su došli do dvorca, iznenadio ih je Draco Malfoy. Dumbledore je paralizirao Harryja koji je bio pod svojim plaštom nevidljivosti i tako je svjedočio događajima na koje nije mogao utjecati. Zbog vremena koje mu je bilo potrebno da paralizira Harryja, Dumbledore se nije uspio obraniti pa ga je Draco razoružao. Otkrio mu je i da je pustio smrtonoše u Hogwarts koristeći se Ormarom za nestajanje iz Sobe potrebe.
Uskoro su stigli i ostali smrtonoše koji su poticali Draca da obavi svoj zadatak, ali je on ipak oklijevao. Stigao je i Snape koji je sve okončao i ubio ravnatelja kletvom Avada Kedavra. Smrtonoše su nakon toga pobjegli. Dumbledoreovom je smrću na Harryja prestala djelovati čarolija koja ga je paralizirala i ponovno se mogao micati. Odmah je krenuo za Snapeom koji se u kratkom dvoboju prije napuštanja Hogwartsa predstavio kao Princ miješane krvi.
Harry je uzeo medaljon po koji su se Dumbledore i on zaputili ranije tog dana i otkrio da je lažan. Unutra je našao poruku od nekoga s inicijalima »R.A.B.« koji je ukrao pravi horkruks s namjerom da ga uništi što je prije moguće s nadom da će Voldemort ponovno biti smrtnik kad se jednom nađe sa sebi ravnim.
Školska je godina prekinuta i održan je Dumbledoreov pogreb na koji su došli brojni ugledni članovi čarobnjačke zajednice, a među njima i Rufus Scrimgeour. Minerva McGonagall postala je privremenom ravnateljicom Hogwartsa, ali se i ona i ostali učitelji boje da bi škola mogla biti zatvorena. I McGonagall i Scrimgeour nakon pogreba pokušali su iz Harryja izvući informacije koje mu je dao Dumbledore, ali je on to zadržao za sebe.
Nakon pogreba, Harry je odlučio da se sljedeće godine neće vratiti u školu i da će se posvetiti potrazi za preostalim horkruksima i pobjedi nad Voldemortom. Za svoju je odluku rekao Ronu i Hermioni, i oboje je inzistiralo na tome da mu se pridruže u potrazi. Prekinuo je s Ginny zato što je smatrao da bi Voldemort mogao pokušati doći do Harryja preko nje. Knjiga završava Harryjevim razmišljanjem o tome kako će provesti još barem jedan sretan dan sa svojim prijateljima.

## Izdanja
U Hrvatskoj postoje tri izdanja knjige.

### Algoritam
Prva dva izdanja su Algoritmova s prijevodom Zlatka Crnkovića, prvo izdanje s tvrdim uvezom izdano je 2005. godine, a do 2017. su izašla 7 izdanja, dizajn korica bio je ilustratorice Mary GrandPré.
Drugo izdanje s mekim uvezom izdano je jedanput 2014. godine s dizajnom korica ilustratora Jonnyja Duddleja.

### Mozaik knjiga
Treće i novo izdanje je od Mozaik knjige, s pretprodajomćw krenuti 14.listopada 2023.
Ilustrator korica je Studio La Plage koji je povodom 25. godišnjice Harryja Pottera izdao skup prvih digitalnih naslovnica koje se globalno koriste u izdanjima E-knjiga i zvučnih knjiga.

## Povezano
- Harry Potter i Princ miješane krvi (film iz 2009.)